# Верхняя Колыбелька
Ве́рхняя Колыбе́лька — село  Хлевенского района Липецкой области, центр Верхне-Колыбельского сельсовета.

## Название
Название — по местоположению в верхней части р. Колыбелки (от слова колыбель — источник, родник, ключ).

## История
Возникла не позднее середины XVII в. Уже была в конце XVII в. и имела тогда свою церковь, а в 1746 г. насчитывала 67 дворов крестьян-однодворцев.

## Население
По данным всероссийской переписи за 2010 год население села составляло 699 человек.